# Ebersbach (Meissen)
Pour les articles homonymes, voir Ebersbach.
Ebersbach est une commune de Saxe (Allemagne), située dans l'arrondissement de Meissen, dans le district de Dresde.